# La Passion de Joseph Pasquier
La Passion de Joseph Pasquier est le dixième et dernier tome de la Chronique des Pasquier de Georges Duhamel, publié tout d'abord en 1943 aux éditions de l'Arbre au Québec, puis en juillet 1944 aux éditions du Rocher à Monaco et en 1945 au Mercure de France.

## Écriture du roman
L'ultime volume de la Chronique, comme le précédent, est écrit durant les sombres années de la Seconde Guerre mondiale. Il est publié par épisodes dans La Revue des deux Mondes en 1942, avant d'être interdit par les Allemands, comme l'ensemble de l'œuvre de Duhamel au cours de cette même année. Le roman parait alors en intégralité pour la première fois à Montréal aux éditions de l'Arbre en 1943 avant d'être édité d'abord à Monaco par les jeunes éditions du Rocher en juillet 1944, titre ensuite repris au Mercure de France.

## Résumé
En mai 1925, Joseph Pasquier est un puissant investisseur qui a construit sa fortune au gré de ses placements judicieux. Il est également député de Paris, président de nombreuses sociétés savantes et collectionneur avisé d'art moderne. Comme ultime passion, il ambitionne désormais de se faire élire à l'Académie française et œuvre de tout son pouvoir et de tout son argent pour obtenir les voix des membres de l'« illustre compagnie ». Ses affaires commencent cependant à prendre un tour un peu plus hasardeux, notamment un investissement dans des champs pétrolifères mexicains du Michoacan, ce qui engendre chez lui une angoisse nouvelle. Une lettre anonyme l'informe d'une relation adultère de sa femme Hélène, mère de ses trois enfants : Lucien, qui semble suivre les traces et la nature de son père, Delphine, une jeune femme complexée et amoureuse du secrétaire particulier de son père, et Jean-Pierre, un adolescent en crise de 18 ans qui échoue dans ses études et souhaite devenir peintre. Malgré sa propre liaison avec une actrice, Miotte, Joseph Pasquier ne peut supporter la situation et s'engage dans une lutte avec elle. Hélène décide immédiatement de le quitter et de demander le divorce, partant sur le champ avec son seul sac-à-main trouver refuge chez son beau-frère Laurent Pasquier. Stupéfaction chez Joseph Pasquier qui n'avait pas prévu un tel dénouement. Finalement, Joseph Pasquier, au comble des échecs qui se succèdent, apprend le rejet sans appel et humiliant de sa candidature à l'Institut. Le clan Pasquier, éclaté en différentes parties du monde, doit faire face avec Jean-Pierre à un ultime drame.

## Éditions
- Éditions de l'Arbre, Montréal, 1943
- Éditions du Rocher, Monaco, 1944
- Mercure de France, Paris, 1945
- Éditions Omnibus, 1999  (ISBN 2-258-05143-6) et réed. 2007  (ISBN 978-2-258-05143-0).